# Frog Lake (bande indienne)
Pour les articles homonymes, voir Frog Lake.

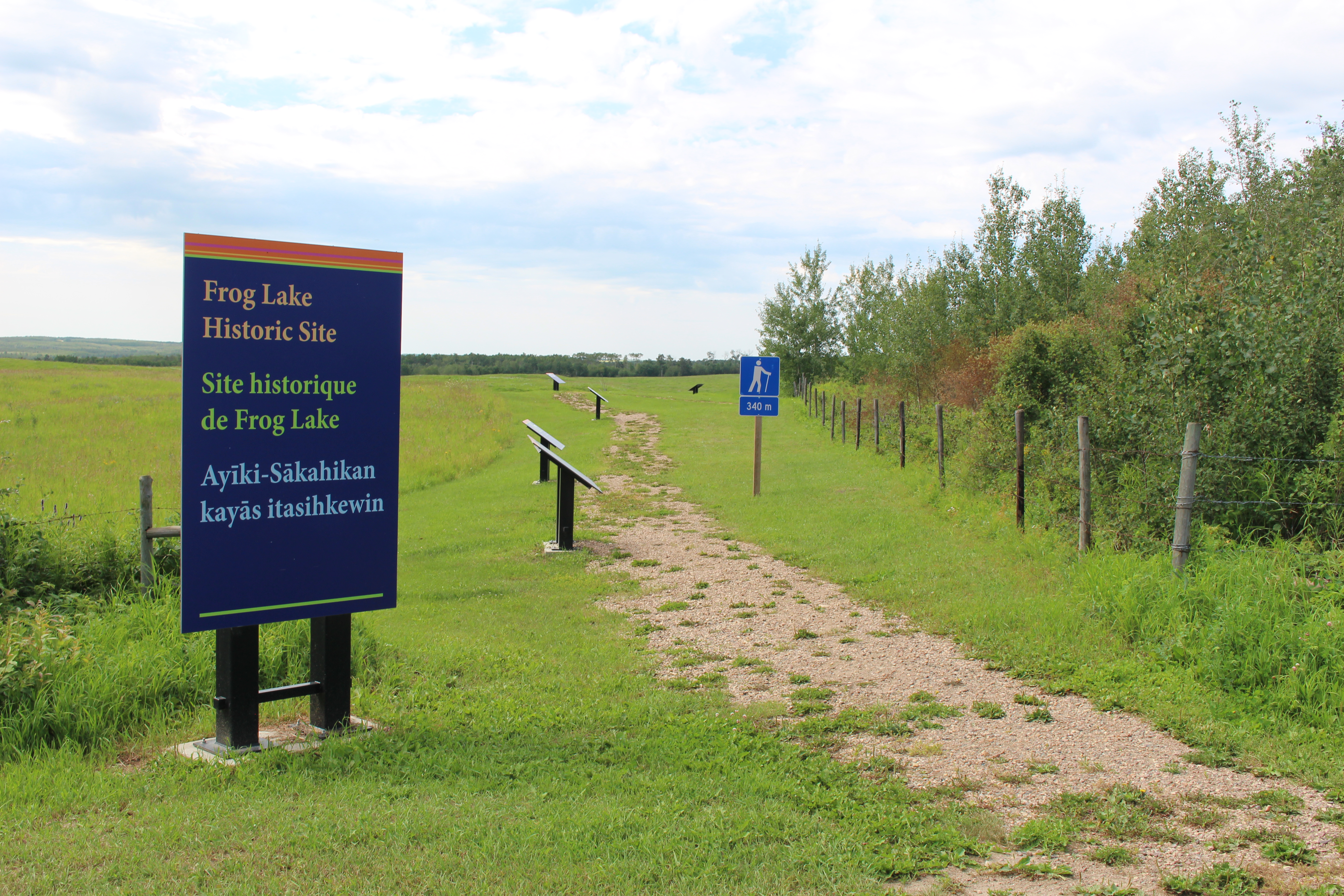
Site historique de Frog Lake, comté de Saint Paul, Alberta.

Frog Lake est une bande indienne en Alberta au Canada. Elle possède trois réserves dont une est partagée avec cinq autres bandes et est basée à Frog Lake. En avril 2016, elle avait une population totale inscrite de 3 187 membres dont 2 031 vivaient sur une réserve. Elle fait partie du conseil tribal Tribal Chiefs Ventures Incorporated et est signataire du Traité 6.

## Réserves
| Nom               | Superficie (ha) | Emplacement                     |
| ----------------- | --------------- | ------------------------------- |
| Blue Quills       | 96,20           | 3 km à l'ouest de Saint-Paul    |
| Puskiakiwenin 122 | 10 339,10       | 65 km à l'est de Saint-Paul     |
| Unipouheos 121    | 8 506,30        | 32 km au sud-est de Bonneyville |